# Srijemske Laze
Srijemske Laze est un village situé dans le comitat de Vukovar-Syrmie, en Croatie. Le village est habité par des Serbes et comptait 652 habitants au recensement de 2001.